# 應用程式伺服器
應用程式伺服器（英語：application server）是一種軟體框架，提供一個應用程式執行的環境。用于为应用程序提供安全、数据、事务支持、负载平衡大型分布式系统管理等服务。
這個名詞最初是用來討論主從式架構系統時，用來區分資料庫伺服器、檔案伺服器等的不同。但現今常指能运行Web應用程式的Web伺服器。

## 種類

### Java
- EJB
- Java EE
  - GlassFish
  - JBoss
  - Apache Tomcat
  - WebLogic
- 或是其它可以运行JSP的Web-Server

### .Net Framework
Microsoft
通常指安裝過.Net Framework的Microsoft Windows Server的IIS
第三方套件
- Mono
- 四進制

### PHP
- Zend Server
- HHVM

## 使用應用伺服器的優點
- 資料與程式碼的.完整性
- 集中配置與管理
- 安全性
- 執行效能
- 總擁有成本（TCO）
- 可支援交易機制：